# Bajraktar (pesem)
»Bajraktar« je ukrajinska domoljubna in vojaško propagandna pesem, ki je postala priljubljena po izidu 1. marca 2022 med rusko invazijo na Ukrajino.
Pesem, ki je bila posvečena brezpilotnemu bojnemu letalu Bayraktar TB2 zaradi uspešnih napadov proti ruskim četam, je napisal ukrajinski vojak Taras Borovok in v njej žali tako rusko vojsko kot samo invazijo.
Borovok je sicer že prejel prošnjo ukrajinskih oboroženih sil, da napiše ljudsko pesem na začetni dan invazije.

## Ozadje
Pesem je posvečena turškemu brezpilotnemu bojnemu letalu Bayraktar TB2, ki ga je ukrajinska vojska uporabljala med rusko invazijo na Ukrajino leta 2022. Poročajo, da je uporaba dronov upočasnila rusko napredovanje.
Pesem je napisal in uglasbil ukrajinski vojak Taras Borovok. Borovok je 24. februarja 2022, na dan začetka invazije, od ukrajinskih oboroženih sil prejel prošnjo, naj napiše ljudsko pesem.

## Pesem
»Bajraktar« je bila 1. marca 2022 naložena na YouTube. Besedilo pesmi govori o tem, kako droni kaznujejo napadalno rusko vojsko in žalijo samo vojsko, opremo, ki jo uporabljajo, njihovo invazijo na Ukrajino in juho, ki jo zauživajo.
V številnih glasbenih videospotih pesem spremljajo Bajraktarjevi napadi na kolone ruske opreme na ozemlju Ukrajine. Pesem je bila prevedena v angleščino in arabščino in je bila objavljena na uradni Facebook strani ukrajinskih kopenskih sil.

## Sprejetje in zapuščina
Spencer Kornhaber iz The Atlantic je pesem označil za "zelo privlačno" in dejal, da ima "preprost utrip". Po poročanju Algemeen Dagblad pesem kaže, da je Selçuk Bayraktar, glavni tehnološki direktor Baykarja, "drugi največji junak" Ukrajine za ukrajinskim predsednikom Volodimirjem Zelenskim.
»Bajraktar« se večkrat predvaja na ukrajinskih radijskih postajah in jo pojejo Ukrajinci med protesti proti invaziji. Po besedah Gabriela Gavina iz The Spectator je imela pesem pred odstranitvijo več kot milijon ogledov.